# Christopher Bartolone
Christopher Paul Bartolone (* 24. Januar 1970 in Clinton Township, Michigan) ist ein ehemaliger italo-amerikanischer Eishockeyspieler und heutiger -trainer.

## Karriere
Bartolone begann seine Karriere 1987 in der Québec Major Junior Hockey League bei den Victoriaville Tigres, für die er zwei Jahre auf dem Eis stand. Nach einer Saison bei den Trois-Rivières Draveurs wechselte der Offensivverteidiger nach Italien in die Serie B. Nach zwei Spielzeiten erfolgte der Wechsel in die Serie A1, Italiens höchstklassige Liga.
In Mailand spielte er vier Jahre für die SG Milano Saima und den HC Milano 24, bevor er zur Saison 1996/97 nach Deutschland zu den Starbulls Rosenheim wechselte. Ab 1997 trug er drei Jahre lang das Trikot der Krefeld Pinguine und wechselte anschließend zur Düsseldorfer EG, bei der er zwei Jahre blieb. Ab der Saison 2002/03 spielte Bartolone im Sauerland für die Iserlohn Roosters. Hier war er eine der Stützen des Teams und punktete insbesondere im Powerplay. Dennoch verließ er die Deutsche Eishockey Liga und bestritt im März 2004 noch einige Partien für den EC KAC in Österreich. Dort besaß der Rechtsschütze auch einen Vertrag für die Saison 2004/05. Kurz vor Beginn der Spielzeit wurde er jedoch ausgemustert und wechselte so zu den EC Graz 99ers. Im folgenden Jahr spielte Bartolone in Dänemark für SønderjyskE Ishockey.
Im Sommer 2006 unterschrieb er bei den Arizona Sundogs in der Central Hockey League. In den ersten beiden Jahren konnte er mit seinem Team die Play-Offs erreichen und gewann in der Saison 2007/08 mit seiner Mannschaft den Miron Cup. In der Saison 2009/10 war Bartolone bei den Sundogs neben seiner Aufgabe als Spieler auch als Assistenztrainer tätig. Ab der Saison 2010/11 stand er für zwei Spielzeiten ausschließlich als Assistenztrainer bei den Sundogs hinter der Bande. Dieselbe Funktion hatte der Italo-Amerikaner von 2014 bis 2016 bei den Drakkar de Baie-Comeau mit Spielbetrieb in der QMJHL inne. Anschließend wurde er zur Saison 2016/17 Assistenztrainer beim Schweizer NLB-Ligisten EHC Olten. Anfang Februar 2018 übernahm er beim EHCO den Cheftrainerposten, nachdem zuvor Bengt-Åke Gustafsson entlassen worden war. Bartolone führte Olten ins Meisterschaftsfinale, wo man im Frühjahr 2018 Rapperswil unterlag. In der Saison 2018/19 erreichte Olten unter seiner Leitung das Halbfinale und schied dort gegen den SC Langenthal aus. Anschließend wurde sein Ende April 2019 auslaufender Vertrag nicht verlängert.

### International
Chris Bartolone nahm mit der Italienischen Nationalmannschaft von 1994 bis 2002 an neun Weltmeisterschaften teil und gehörte auch zum Team, welches 1998 an den Olympischen Winterspielen in Nagano teilnahm.

## Erfolge und Auszeichnungen
- 2006 Dänischer Meister mit SønderjyskE Ishockey
- 2006 AL-Bank Ligaen All-Star Team
- 2008 Ray-Miron-President’s-Cup-Gewinn mit den Arizona Sundogs

## Karrierestatistik

### International
Vertrat Italien bei:
| - A-Weltmeisterschaft 1994 - A-Weltmeisterschaft 1995 - A-Weltmeisterschaft 1996 - A-Weltmeisterschaft 1997 - Olympische Winterspiele 1998 | - A-Weltmeisterschaft 1998 - A-Weltmeisterschaft 1999 - A-Weltmeisterschaft 2000 - A-Weltmeisterschaft 2001 - A-Weltmeisterschaft 2002 |

(Legende zur Spielerstatistik: Sp oder GP = absolvierte Spiele; T oder G = erzielte Tore; V oder A = erzielte Assists; Pkt oder Pts = erzielte Scorerpunkte; SM oder PIM = erhaltene Strafminuten; +/− = Plus/Minus-Bilanz; PP = erzielte Überzahltore; SH = erzielte Unterzahltore; GW = erzielte Siegtore; 1 Play-downs/Relegation; Kursiv: Statistik nicht vollständig)